# Allophryne ruthveni
Allophryne ruthveni är en groddjursart som beskrevs av Gaige 1926. Allophryne ruthveni ingår i släktet Allophryne och familjen glasgrodor. Inga underarter finns listade i Catalogue of Life.
Honor är med en längd av upp till 27mm lite större än hanar som når en längd av upp till 25mm. Hos arten är bålen och huvudet avplattade. Vid fingrarnas och tårnas spets förekommer skål med häftförmåga. Grundfärgen är en blandning av brons, gulbrun, gyllen, gråbrun och grönbrun. På grundfärgen finns ett mönster av oregelbundna svarta fläckar. Ibland överväger den svarta färgen och de ljusa delar uppfattas som fläckar.
Utbredningsområdet sträcker sig över norra Brasilien (delstater Rondônia, Amapá, Pará, Amazonas, norra Mato Grosso och Roraima), regionen Guyana och Venezuela. Arten når i kulliga områden 300 meter över havet.
Efter regnfall samlas många hanar på blad intill vattenansamlingar och de ropar efter en parningsberedd hona. Efter parningen lägger honan cirka 300 ägg. Allophryne ruthveni lever undangömd utanför parningstiden. Individerna gömmer sig ofta i ananasväxter som finns på marken eller i buskar upp till 3 meter ovanför vattenytan. Äggläggningen sker i små pölar.
Lokala bestånd hotas av landskapsförändringar. Hela populationen anses vara stor. IUCN kategoriserar arten globalt som livskraftig.